# Кімната Марвіна
«Кімната Марвіна» (англ. Marvin's Room) — американський фільм режисера німецького походження Джері Закса. Кінематографічна адаптація однойменної п'єси Скотта Макферсона. Фільм знімався в Нью-Джерсі, Флориді, Нью-Йорку (США) в 1996.

## Синопсис
Марвін (Кронін) — після перенесеного інсульту багато років прикутий до ліжка. Дві його дорослі дочки Бессі (Кітон) і Лі (Стріп) — зовсім різні люди. Перша постійно піклується про батька, друга, 20 років тому одружившись і переїхавши в інший штат, жодного разу не зв'язалася з сім'єю.
Одного разу лікар (Де Ніро), що спостерігає Бессі, встановлює, що у неї лейкоз і їй необхідна трансплантація кісткового мозку. Результат може бути досягнутий, якщо донор — найближчий родич. Бессі звертається до Лі, а та — до своїх синів Генка (Ді Капріо) та Чарлі (Скардіно). Усвідомлюючи, що після можливої смерті сестри щоденні турботи про батька ляжуть на неї, Лі спочатку вирішує знайти для нього місце в госпісі. Однак після проведення аналізів на сумісність кісткового мозку Лі переосмислює поняття «сім'я». Переживаючи негаразди, родичі значно зближуються.

## У ролях
| Актор              | Роль                                       |
| ------------------ | ------------------------------------------ |
| Г'юм Кронін        | Марвін                                     |
| Меріл Стріп        | Лі, дочка Марвіна                          |
| Даян Кітон         | Бессі, дочка Марвіна                       |
| Леонардо Ді Капріо | Генк, син Лі                               |
| Роберт Де Ніро     | доктор Воллі                               |
| Ґвен Вердон        | Рут                                        |
| Ден Гедайя         | Боб                                        |
| Синтія Ніксон      | директорка будинку для людей похилого віку |
| Ольга Мередіз      | перукарка                                  |
| Бітті Шрем         | Джанін                                     |

## Нагороди
У 1997 році актори і знімальна група номінувалася на різні кінопремії не менше 10 разів, у тому числі Меріл Стріп на Золотий глобус, як найкраща акторка драми і Даян Кітон на Оскара, як найкраща акторка. 

### Перемогли
- 1996  Премія Національної ради кінокритиків США:
  - особливе визнання (Special Recognition) за досягнення в створенні фільмів (For excellence in filmmaking)
- 1997 Премія святого Христофора[en]: (Christopher Award, США):
  - за найкращий кінофільм — Джеррі Закс[en]
  - найкращий режисер — Джеррі Закс[en]
  - найкращий сценарист — Скотт Макферсон[en]
  - найкращий продюсер — Джейн Розенталь[en]
  - найкращий продюсер — Скотт Рудін
  - найкращий продюсер — Роберт де Ніро
- 1997  Нагорода Московського міжнародного кінофестивалю:
  - нагорода Георгій Змієборець — Джеррі Закс[en]
- 1997 Нагорода товариства незалежних фільмів Хлотрудіс[en]: (Chlotrudis Award, США):
  - за найкращу чоловічу роль другого плану(інші мови) — Леонардо ді Капріо;

## Знімальна група
- Режисер — Джеррі Закс[en]
- Сценарист — Скотт Макферсон
- Продюсер — Роберт де Ніро, Джейн Розенталь, Скотт Рудін
- Композиторка — Рейчел Портман